# Malin 1
Malin 1 é uma galáxia espiral gigante de baixo brilho superficial. Está localizada a mais de 1,19 bilhões de anos-luz (366 Mpc), na constelação de Coma Berenices, próxima ao Polo Norte Galáctico. A partir de fevereiro de 2015 é a maior galáxia espiral já descoberta, com um diâmetro aproximado de 650.000 anos-luz de diâmetro, seis vezes e meio o tamanho da Via Láctea. Foi descoberta pelo astrônomo David Malin em 1986. É uma espiral barrada tipo SB0a.
Malin 1 é extremamente peculiar, pois seu diâmetro sozinha faz a maior galáxia espiral jamais observada.
Malin 1, mais tarde, provavelmente irá interagir com duas outras galáxias, nomeadas Malin 1B e SDSS J123708.91 + 142253.2. Malin 1B está localizada a 46.000 anos-luz da espiral central (Malin 1), porém SDSS J123708.91 + 142253.2 está localizada dentro do halo enorme e fraco de Malin 1.
Havia a probabilidade de Malin 1 ser 1.000 vezes o tamanho da Via Láctea, a tornando a maior galáxia conhecida. Devido a um estudo mais preciso e detalhado, seu tamanho foi ajustado para um tamanho menor que o esperado, mas ainda excepcionalmente grande.
A galáxia exibe braços espirais gigantes mas fracos, com uma espessura de quase um terço da Via Láctea. Outros detalhes como correntes estelares e regiões de formação podem ser vistos.